# Auxili
Auxili es un grupo de música nacido en el año 2005 en Onteniente, Valencia. Su estilo musical es el reggae, con toques de ska, ragga y rap en algunas de sus canciones. Siempre han ofrecido la descarga gratuita de sus trabajos.
Como colectivo musical, apoyan las luchas populares. Sus letras, la mayoría en valenciano, están cargadas de mensajes reivindicativos: denuncian la desigualdad social, la brutalidad policial, la mala gestión política y el sistema capitalista. Por otro lado, tienen muchas canciones más dulces que hablan de amor y desamor, fraternidad, amistad, sensaciones, etc.
Sus raíces musicales son valencianas, con grupos de referencia como Obrint Pas, Atzukak, Al Tall y La Gossa Sorda.

## Historia
Los fundadores de Auxili fueron Esteve Tortosa y Marc Andrés (vocalistas), Salva Berenguer (trompeta) y Miguel Ramos (batería). Más adelante se les unieron Félix Cortés (guitarra y coros), Adrià Llin (bajo y coros), Gustau García (percusión), Sam (técnico de sonido y productor), Miki Garcia (trombón) y Joan Marc Pérez (teclados).
En el año 2013, con la publicación de su primer disco autoeditado Dolç atac, Auxili empezó a hacer conciertos por la Comunidad Valenciana. El grupo publicó su primera canción con videoclip días antes del lanzamiento del disco, con lo que consiguieron un gran número de visitas a su canal de YouTube.
Poco a poco, consolidaron su estilo y dieron el salto a la popularidad con su segundo álbum, Instants cremant (2016). Unos días antes, publicaron también el videoclip de la canción "L’ona". El año anterior, ya habían publicado un nuevo sencillo Detonem l’estona, que luego incluyeron en su segundo disco.
Auxili compuso la canción "Foc i vent" para el Festivern de 2016/17, que el festival utilizó en su vídeo promocional. El tema contó con la colaboración de artistas como Miquel Alguer de Txarango, Panxo de La Raíz y Simone y Michelle de Train to Roots.
En marzo de 2018, presentaron su tercer disco con el avance del videoclip "Hui la liem". Caracterizado por el uso más notorio de sonidos electrónicos, es su disco más variado hasta el momento. Cuenta con varias colaboraciones (Panxo de Zoo, Ander de Green Valley y Josep Montoro de Oques Grasses) y con dos canciones adaptadas de Raimon y Maria del Mar Bonet.
Actualmente, el grupo acumula más de 170 colaboraciones por toda la geografía de habla catalana y por algunas ciudades del estado. A finales de 2017, abrieron las fronteras internacionales con una serie de conciertos por Italia. Además, Auxili ha participado en festivales de gran renombre como el Rototom Sunsplash, la Feria Mediterránea de Manresa, el Festival Diània, el Viña Rock, el Festivern, el Marea Rock, el Feslloch y la Acampada Jove, entre otros.

## Discografía

### Álbumes
- Dolç atac (Autoeditado, 2013)
- Instants cremant (Propaganda pel fet!, 2016)
- Tresors (Propaganda pel fet!, 2018)
- Guaret (2022)